# Discografia de Luan Santana
A discografia de Luan Santana, um cantor e compositor brasileiro, consiste em três álbuns de estúdio, seis álbuns ao vivo, duas compilações musicais, trinta e oito singles (incluindo oito como artista convidado) e vinte e um videoclipes lançados desde o início de sua carreira.
Em 2009, lançou seu álbum de estreia, Tô de Cara. O disco não listou-se em tabelas musicais tampouco apresenta estimativa de vendas. Em novembro, devido a pouca repercussão do trabalho anterior, Santana divulga seu primeiro álbum ao vivo. O álbum alcançou o topo dos discos nacionais mais vendidos de acordo com a ABPD, ficando atrás apenas de My World 2.0 do cantor canadense Justin Bieber. Para a promoção deste, foram retiradas três faixas: "Meteoro", "Você Não Sabe o Que é Amor" e "Sinais", as quais ficaram entre as dez primeiras colocações na Brasil Hot 100 Airplay. Seu segundo álbum ao vivo, Ao Vivo no Rio, foi gravado em 2010 na HSBC Arena no Rio de Janeiro. No ano seguinte, os singles "Adrenalina", "Química do Amor", "Um Beijo", "Amar Não é Pecado" e "As Lembranças Vão na Mala" foram os mais executados nas rádios brasileiras e simultaneamente alcançaram a primeira posição na Brasil Hot 100 Airplay.
O artista coleciona sucessos como “Eu, você, o mar e ela”, cujo trecho “A lua até beijou o mar pra não ficar de vela, os quatro perdidos de amor, eu, você, o mar e ela” se popularizou como legenda nas redes sociais de fotos de casais e praianas.
Em 10 anos de carreira, Luan já conseguiu colocar 23 singles no topo da Billboard Brasil/Crowley Charts.

## Álbuns

### Álbuns de estúdio
| Álbum                                                                                  | Detalhes                                                                                 | Posições | Posições | Vendas      | Certificações |
| Álbum                                                                                  | Detalhes                                                                                 | BRA      | POR      | Vendas      | Certificações |
| -------------------------------------------------------------------------------------- | ---------------------------------------------------------------------------------------- | -------- | -------- | ----------- | ------------- |
| Tô de Cara                                                                             | - Lançamento: 1 de fevereiro de 2009 - Formato: CD - Gravadora: LS Music                 | —        | —        | - : 200.000 |               |
| Quando Chega a Noite                                                                   | - Lançamento: 30 de março de 2012 - Formato: CD, download digital - Gravadora: Som Livre | 2        | 5        | - : 300.000 |               |
| 1977                                                                                   | - Lançamento: 4 de novembro de 2016 - Formato: CD, DVD - Gravadora: Som Livre            |          |          |             |               |
| "—" denota álbuns que não entraram nas paradas musicais ou não foram lançados no país. |                                                                                          |          |          |             |               |

### Álbuns ao vivo
| Ao Vivo                                                                                | - Lançamento: 24 de novembro de 2009 - Formato: CD, DVD, download digital - Gravadora: Som Livre           | 1 | - : 400.000 | - PMB: 2× Platina             |
| Ao Vivo no Rio                                                                         | - Lançamento: 10 de abril de 2011 - Formato: CD, DVD, blu-ray, download digital - Gravadora: Som Livre     | 1 | - : 320.000 | - PMB: 2× Platina - APF: Ouro |
| O Nosso Tempo É Hoje                                                                   | - Lançamento: 21 de outubro de 2013 - Formato: CD, DVD, blu-ray, download digital - Gravadora: Som Livre   | 1 | - : 300.000 | - PMB: 3× Platina             |
| Luan Santana - Acústico                                                                | - Lançamento: 22 de abril de 2015 - Formato: CD, LP, DVD, blu-ray, download digital - Gravadora: Som Livre | 1 | - : 165,000 | - PMB: Platina                |
| Live-Móvel                                                                             | - Lançamento: 14 de setembro de 2018 - Formato: DVD, download digital - Gravadora: Som Livre               |   | - : 80.000  | - PMB: Platina                |
| Viva ao Vivo em Salvador                                                               | - Lançamento: 22 de agosto de 2019 - Formato: CD, DVD, download digital - Gravadora: Som Livre             |   |             |                               |
| Luan City                                                                              | - Lançamento: 8 de agosto de 2022 - Formato: Download digital - Gravadora: Sony                            |   |             |                               |
| Luan City 2.0                                                                          | - Lançamento: 12 de novembro de 2023 - Gravadora: Sony - Formatos: Download digital                        |   |             |                               |
| "—" denota álbuns que não entraram nas paradas musicais ou não foram lançados no país. | |   |             |                               |

### Coletâneas
| Álbum                                                                                  | Detalhes                                                                                   | Posições | Posições | Vendas     | Certificações  |
| Álbum                                                                                  | Detalhes                                                                                   | BRA      | POR      | Vendas     | Certificações  |
| -------------------------------------------------------------------------------------- | ------------------------------------------------------------------------------------------ | -------- | -------- | ---------- | -------------- |
| As Melhores... Até Aqui                                                                | - Lançamento: 10 de junho de 2013 - Formato: CD, download digital - Gravadora: Som Livre   | 2        | 21       | - : 80.000 | - PMB: Platina |
| Duetos                                                                                 | - Lançamento: 8 de dezembro de 2014 - Formato: CD, download digital - Gravadora: Som Livre | 2        | —        |            |                |
| "—" denota álbuns que não entraram nas paradas musicais ou não foram lançados no país. |                                                                                            |          |          |            |                |

### EPs
| Te Esperando                                                                           | - Lançamento: 10 de junho de 2013 - Formato: EP, download digital - Gravadora: Som Livre        | 2 | - : 250.000 |  |
| Confraternização Família Santana - EP 1                                                | - Lançamento: 27 de agosto de 2020 - Formato: Download digital - Gravadora: LS Music            | — |             |  |
| Confraternização Família Santana - EP 2                                                | - Lançamento: 18 de setembro de 2020 - Formato: Download digital - Gravadora: LS Music          | — |             |  |
| Confraternização Família Santana - EP 3                                                | - Lançamento: 16 de outubro de 2020 - Formato: Download digital - Gravadora: LS Music           | — |             |  |
| The Comeback                                                                           | - Lançamento: 4 de novembro de 2021 - Formato: Download digital - Gravadora: Sony Music         | — |             |  |
| Luan City Avenida Amarildo Santana (Ao Vivo)                                           | - Lançamento: 3 de fevereiro de 2022 - Formato: Download digital - Gravadora: Sony Music Brasil | — |             |  |
| Luan City Rua Marizete Santana (Ao Vivo)                                               | - Lançamento: 14 de abril de 2022 - Formato: Download digital - Gravadora: Sony Music Brasil    | — |             |  |
| Luan City Alameda Bruna Santana (Ao Vivo)                                              | - Lançamento: 30 de junho de 2022 - Formato: Download digital - Gravadora: Sony Music           | — |             |  |
| Luan City - Lisboa (Ao Vivo)                                                           | - Lançamento: 10 de novembro de 2022 - Formato: Download digital - Gravadora: Sony Music        | — |             |  |
| LUAN AO VIVO NA LUA - NOVA - EP                                                        | - Lançamento: 10 de outubro de 2024 - Formato: Download digital - Gravadora: Sony Music         |   |             |  |
| LUAN AO VIVO NA LUA - CRESCENTE - EP                                                   | - Lançamento: 21 de novembro de 2024 - Formato: Download digital - Gravadora: Sony Music        |   |             |  |
| "—" denota álbuns que não entraram nas paradas musicais ou não foram lançados no país. |                                                                                                 |   |             |  |

### Box sets
| Te Esperando / As Melhores... Até Aqui                                                 | - Lançamento: 10 de junho de 2013 - Formato: CD, download digital - Gravadora: Som Livre | 2 |
| 10 Anos                                                                                | - Lançamento: 23 de novembro de 2017 - Formato: CD - Gravadora: Som Livre                | — |
| "—" denota álbuns que não entraram nas paradas musicais ou não foram lançados no país. |                                                                                          |   |

## Singles

### Como artista principal
| "Tô de Cara"                                                                                         | 2009 | —   | —  |                 | Tô de Cara                   |
| "Meteoro"                                                                                            | 2009 | 6   | 1  |                 | Tô de Cara                   |
| "Você não Sabe o que É Amor"                                                                         | 2010 | 10  | 3  |                 | Tô de Cara                   |
| "Sinais"                                                                                             | 2010 | 4   | 2  |                 | Ao Vivo                      |
| "Adrenalina"                                                                                         | 2010 | 1   | 10 |                 | Ao Vivo no Rio               |
| "Química do Amor" (part. Ivete Sangalo)                                                              | 2011 | 1   | 1  |                 | Ao Vivo no Rio               |
| "Um Beijo"                                                                                           | 2011 | 1   | 10 |                 | Ao Vivo no Rio               |
| "Amar Não é Pecado"                                                                                  | 2011 | 1   | 1  |                 | Ao Vivo no Rio               |
| "As Lembranças Vão na Mala"                                                                          | 2011 | 1   | 4  |                 | Ao Vivo no Rio               |
| "Nêga"                                                                                               | 2011 | 1   | 1  |                 | Quando Chega a Noite         |
| "Você de Mim Não Sai"                                                                                | 2012 | 20  | 10 |                 | Quando Chega a Noite         |
| "Incondicional"                                                                                      | 2012 | 1   | 1  |                 | Quando Chega a Noite         |
| "Te Vivo"                                                                                            | 2012 | 1   | 1  |                 | Quando Chega a Noite         |
| "Sogrão Caprichou"                                                                                   | 2012 | 1   | 1  |                 | Te Esperando                 |
| "Te Esperando"                                                                                       | 2013 | 1   | 1  |                 | Te Esperando                 |
| "Garotas Não Merecem Chorar"                                                                         | 2013 | 1   | 4  |                 | Te Esperando                 |
| "Tudo Que Você Quiser"                                                                               | 2013 | 2   | 1  |                 | O Nosso Tempo É Hoje         |
| "Cê Topa?"                                                                                           | 2014 | 1   | 1  |                 | O Nosso Tempo É Hoje         |
| "Tanto Faz"                                                                                          | 2014 | 5   | 1  |                 | O Nosso Tempo É Hoje         |
| "Eu Não Merecia Isso"                                                                                | 2014 | 1   | 10 |                 | Acústico                     |
| "Escreve Aí"                                                                                         | 2015 | 1   | 1  | - : Diamante    | Acústico                     |
| "Chuva de Arroz"                                                                                     | 2015 | 1   | 1  |                 | Acústico                     |
| "Cantada"                                                                                            | 2016 | 10  | 5  |                 | Acústico                     |
| "Eu, Você, o Mar e Ela"                                                                              | 2016 | 1   | 2  |                 | 1977                         |
| "Dia, Lugar e Hora"                                                                                  | 2016 | 1   | 2  |                 | 1977                         |
| "Acordando o Prédio"                                                                                 | 2017 | 1   | 6  | - : 2x Diamante | 1977                         |
| "Mesmo Sem Estar" (part. Sandy)                                                                      | 2017 | 4   | 1  |                 | 1977                         |
| "Acertou a Mão"                                                                                      | 2017 | 6   | —  |                 | 10 Anos                      |
| "Check-In"                                                                                           | 2017 | —   | —  |                 | Não adicionado à algum álbum |
| "2050"                                                                                               | 2018 | 1   | —  |                 | Não adicionado à algum álbum |
| "MC Lençol e DJ Travesseiro"                                                                         | 2018 | 2   | —  |                 | Não adicionado à algum álbum |
| "Sofazinho" (part. Jorge & Mateus)                                                                   | 2018 | 1   | —  | - : Diamante    | Live-Móvel                   |
| "Vingança" (part. MC Kekel)                                                                          | 2019 | 2   | —  | - : Diamante    | Live-Móvel                   |
| "Juntos" (com Paula Fernandes)                                                                       | 2019 | 26  | —  |                 | Não adicionado à algum álbum |
| "Quando a Bad Bater"                                                                                 | 2019 | 1   | —  | - : 2x Platina  | Viva ao Vivo em Salvador     |
| "Água com Açúcar"                                                                                    | 2019 | 3   | —  | - : 2x Platina  | Viva ao Vivo em Salvador     |
| "Sofrendo Feito um Louco" (part. Léo Santana e Olodum)                                               | 2020 | —   | —  |                 | Viva ao Vivo em Salvador     |
| "Asas"                                                                                               | 2020 | 1   | —  | : Ouro          | Não adicionado à algum álbum |
| "Morena"                                                                                             | 2021 | 1   | —  | *: 3× Platina   | The Comeback                 |
| "Sorria" (part. MC Don Juan)                                                                         | 2021 | 36  | —  |                 | The Comeback                 |
| "Assim Nasce Um Bêbado"                                                                              | 2021 | 118 | —  |                 | The Comeback                 |
| "Ilha"                                                                                               | 2021 | 70  | —  |                 | The Comeback                 |
| "Abalo Emocional"                                                                                    | 2022 | 6   | —  |                 | Luan City                    |
| "Erro Planejado" (com Henrique & Juliano)                                                            | 2022 | 4   | —  |                 | Luan City                    |
| "Perigo Noturno"                                                                                     | 2022 | 44  | —  |                 | Luan City                    |
| "Coração Cigano" (com Luísa Sonza)                                                                   | 2022 | 3   | —  |                 | Luan City                    |
| "Perigosa"                                                                                           | 2022 | 77  | —  |                 | Luan City                    |
| "Solteirou"                                                                                          | 2023 | 26  | —  |                 | Luan City                    |
| "Deus É Muito Bom"                                                                                   | 2023 | 35  | —  |                 | Luan City 2.0                |
| "Meio Termo"                                                                                         | 2023 | 10  | —  |                 | Luan City 2.0                |
| "Ambiente Errado"                                                                                    | 2023 | 29  | —  |                 | Luan City 2.0                |
| "Mulher Segura"                                                                                      | 2023 | 24  | —  |                 | Luan City 2.0                |
| "Deja Vu" (com Ana Castela)                                                                          | 2023 | 1   | —  |                 | Não adicionado à algum álbum |
| "Pega Escandaloso" (com MC Kevin O Chris)                                                            | 2024 | 21  | —  |                 | Não adicionado à algum álbum |
| "Eu Sou Sentimento" (com Luan Pereira)                                                               | 2024 | 3   | —  |                 | Não adicionado à algum álbum |
| "Clone"                                                                                              | 2024 | 14  | —  |                 | LUAN AO VIVO NA LUA          |
| "Se Arrependimento Matasse"                                                                          | 2024 | 36  | —  |                 | LUAN AO VIVO NA LUA          |
| "Certeza"                                                                                            | 2024 | 17  | —  |                 | LUAN AO VIVO NA LUA          |
| "Parece"                                                                                             | 2024 | 14  | —  |                 | LUAN AO VIVO NA LUA          |
| "Dona" (com Léo Foguete)                                                                             | 2025 |     |    |                 | Não adicionado à algum álbum |
| "—" denota singles que não entraram nas paradas musicais ou não foram lançados em determinado local. |      |     |    |                 |                              |

### Como artista convidado
| "Certos Detalhes" (Conrado & Aleksandro part. Luan Santana)                                          | 2011 | 60  | — | Ao Vivo                                     |
| "Hoje Não" (Thaeme e Thiago part. Luan Santana)                                                      | 2012 | 12  | — | Perto de Mim                                |
| "Cuidado Cupido" (Péricles part. Luan Santana)                                                       | 2012 | 17  | — | Sensações                                   |
| "Porto do Amor" (Maná part. Luan Santana)                                                            | 2013 | 100 | — | Duetos                                      |
| "Bailando" (Remix) (Enrique Iglesias part. Luan Santana, Descemer Bueno e Gente de Zona)             | 2014 | 15  | — | Sex and Love                                |
| "Chuvas de Verão" (José Augusto part. Luan Santana)                                                  | 2014 | 68  | — | Duetos                                      |
| "Longe Daqui" (Munhoz & Mariano part. Luan Santana)                                                  | 2014 | 4   | — | Nunca Desista                               |
| "Zero a Dez" (Ivete Sangalo part. Luan Santana)                                                      | 2016 | 50  | 1 | Acústico em Trancoso                        |
| "E Essa Boca Aí?" (Bruninho & Davi part. Luan Santana)                                               | 2016 | 1   | — | Ao Vivo no Ibirapuera                       |
| "Duvido" (Tiê part. Luan Santana)                                                                    | 2018 | —   | — | Gaya                                        |
| "On Top of the World" (com Artistas pelo #MakeTheFuture)                                             | 2018 | —   | — | Não adicionado à nenhum álbum               |
| "Mamita (Remix)" (CNCO part. Luan Santana)                                                           | 2018 | 63  | — | CNCO                                        |
| "Nosso Contrato" (Edson & Hudson part. Luan Santana)                                                 | 2018 | 13  | — | Eu e Você de Novo - Ao Vivo                 |
| "Discurso Ensaiado" (Daniel part. Luan Santana)                                                      | 2018 | 64  | — | Daniel                                      |
| "Casal Safadinho" (Breno & Caio Cesar part. Luan Santana)                                            | 2018 | —   | — | No Sofá da Sala                             |
| "Sonda-Me, Usa-Me" (Analaga part. Luan Santana)                                                      | 2018 | —   | — | Não adicionado à nenhum álbum               |
| "Próximo Amor" (Alok part. Luan Santana)                                                             | 2018 | 57  | — | Não adicionado à nenhum álbum               |
| "Ela Tem o Dom de Me Fazer Chorar" (Daniel part. Luan Santana)                                       | 2023 | —   | — | Daniel 40 Anos: Celebra João Paulo & Daniel |
| "—" denota singles que não entraram nas paradas musicais ou não foram lançados em determinado local. |      |     |   |                                             |

### Singlespromocionais
| "O Amor Coloriu"                                                                                     | 2013 | —  | As Melhores... Até Aqui       |
| "Oração de São Francisco"                                                                            | 2013 | —  | Não adicionado à nenhum álbum |
| "Cabou, Cabou"                                                                                       | 2013 | —  | Te Esperando                  |
| "Donzela"                                                                                            | 2013 | 33 | O Nosso Tempo É Hoje          |
| "Conquistando o Impossível"                                                                          | 2014 | —  | A Grande Vitória              |
| "Natasha" (part. The Leprechaun)                                                                     | 2016 | —  | Não adicionado à nenhum álbum |
| "Taste the Feeling"                                                                                  | 2016 | —  | Não adicionado à nenhum álbum |
| "Best Day of My Life"                                                                                | 2016 | —  | Não adicionado à nenhum álbum |
| "Estaca Zero" (part. Ivete Sangalo)                                                                  | 2016 | —  | 1977                          |
| "Hasta La Vista" {com Pabllo Vittar e Simone & Simaria)                                              | 2018 | —  | Não adicionado à nenhum álbum |
| "Boa Memória"                                                                                        | 2019 | 61 | Viva ao Vivo em Salvador      |
| "E Aí"                                                                                               | 2023 |    | Luan City 2.0                 |
| "Nossa Distância (Brahma)" (Com Simone Mendes)                                                       | 2023 |    | Não adicionado à nenhum álbum |
| "—" denota singles que não entraram nas paradas musicais ou não foram lançados em determinado local. |      |    |                               |

## Outras aparições
| Canção                   | Ano  | Outro(s) artista(s)                                               | Álbum                       |
| ------------------------ | ---- | ----------------------------------------------------------------- | --------------------------- |
| "Pode Ser Pra Valer"     | 2010 | Chitãozinho & Xororó                                              | 40 anos                     |
| "Sempre com Você"        | 2010 | —                                                                 | Meteoro                     |
| "Palácios e Castelos"    | 2011 | —                                                                 | Ao Vivo no Rio              |
| "Everest"                | 2012 | Fernando & Sorocaba                                               | Acústico na Ópera de Arame  |
| "Você Me Dominou"        | 2013 | Matheus & Kauan                                                   | Mundo Paralelo              |
| "Semeando Estrelas"      | 2013 | Padre Reginaldo Manzotti                                          | Faça-me Crer                |
| "Então É Natal"          | 2013 | —                                                                 | Natal em Família            |
| "Saudade de Minha Terra" | 2014 | Michel Teló, Gusttavo Lima, Jorge & Mateus e Chitãozinho & Xororó | Bem Sertanejo               |
| "Noite Feliz"            | 2014 | —                                                                 | Natal em Família 2          |
| "Foi Deus"               | 2017 | Edson & Hudson                                                    | Eu e Você de Novo - Ao Vivo |
| "Noite Boa"              | 2018 | Breno & Caio Cesar                                                | No Sofá da Sala             |
| "Solteirou"              | 2023 | Vários Artistas                                                   | Na Pegada do Arrocha        |